# Departement van de Oude IJssel

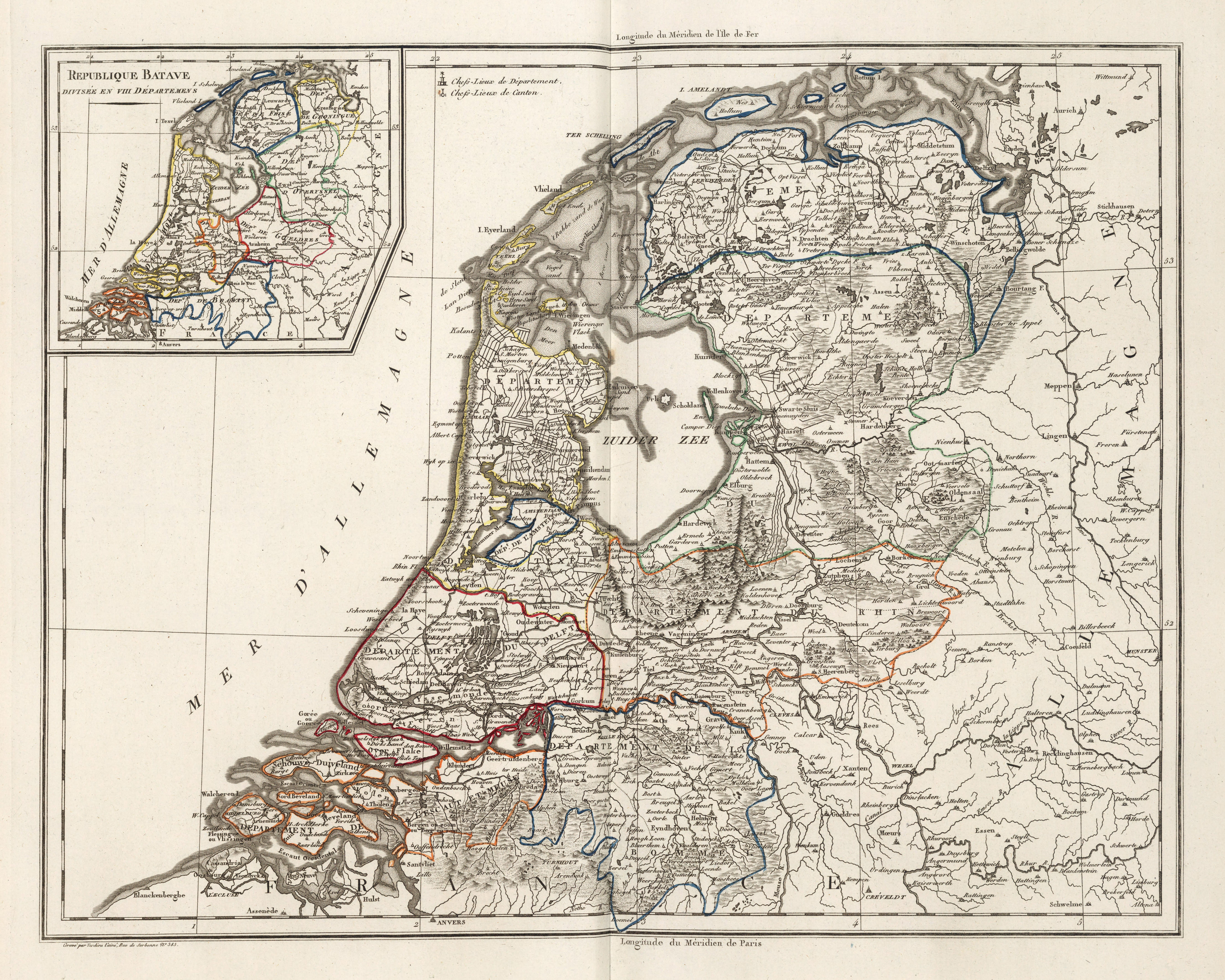
Bataafse Republiek en het Departement van de Oude IJssel, 1804

Het departement van de Oude IJssel bestond van 1798 tot 1801. De hoofdstad was Zwolle. Het departement maakte deel uit van de Bataafse Republiek.
Het departement werd gevormd door samenvoeging van:
- het gewest Overijssel
- het landschap Drenthe
- het zuidelijk deel van het gewest Friesland (Zevenwouden)
- het noordelijk deel van het gewest Gelderland (de Veluwe)

De eilanden Urk en Schokland hoorden hier ook toe.
Bij de oprichting van het Bataafs Gemenebest in 1801 werd deze herindeling ongedaan gemaakt; wel bleven Overijssel en Drenthe samen één departement: het departement Overijssel. Noordelijk Gelderland werd deel van het departement Gelderland, zuidelijk Friesland van het departement Friesland.